# فريدريك كير
فريدريك كير (بالألمانية: Fritz Kerr)‏ (2 أبريل 1892 بفيينا في النمسا - 9 أكتوبر 1974 بفيينا في النمسا) هو مدرب كرة قدم ولاعب كرة قدم نمساوي في مركز الدفاع. شارك مع منتخب النمسا لكرة القدم. أما مع النوادي، فقد لعب مع Hakoah Vienna ‏ وWiener AC ‏.

## وصلات خارجية
- فريدريك كير على موقع قاعدة بيانات كرة القدم.إي يو (الإنجليزية)
- فريدريك كير على موقع ناشيونال فوتبول تيمز (الإنجليزية)
- فريدريك كير على موقع عالم كرة القدم.نت (الإنجليزية)